# 念奴娇·赤壁怀古

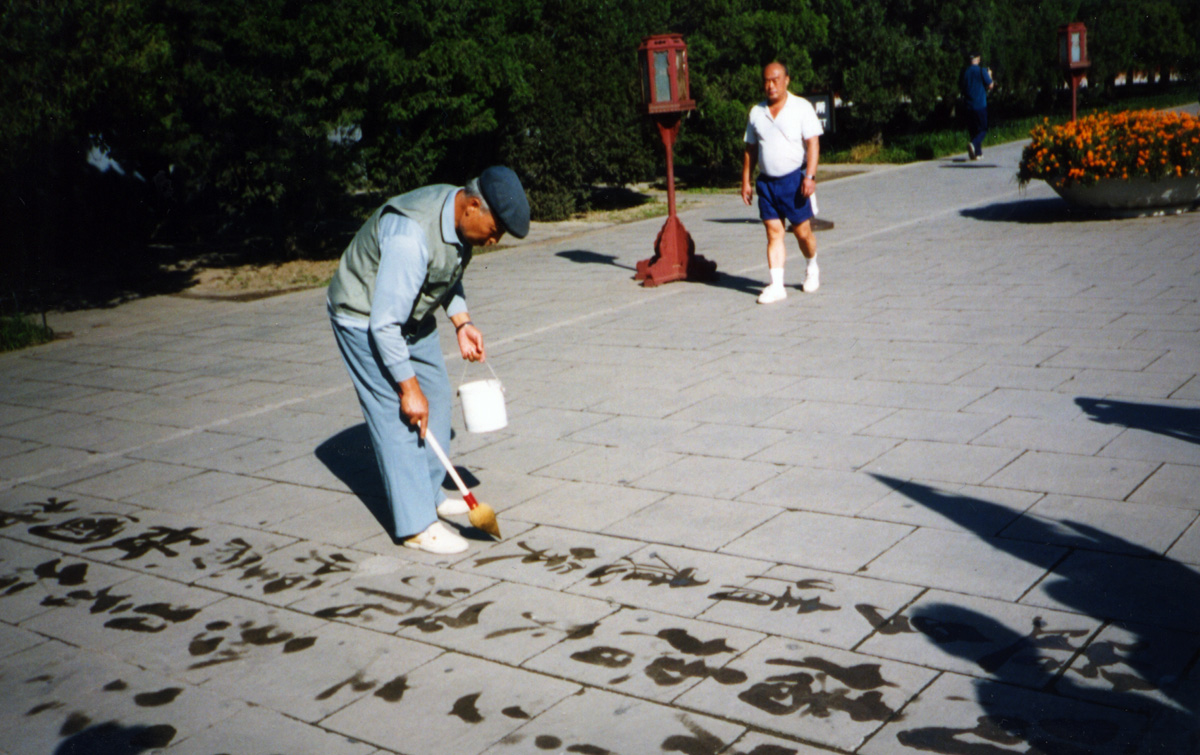
2002年北京市天坛公园，一位游客正在写地书，苏轼《念奴娇·赤壁怀古》

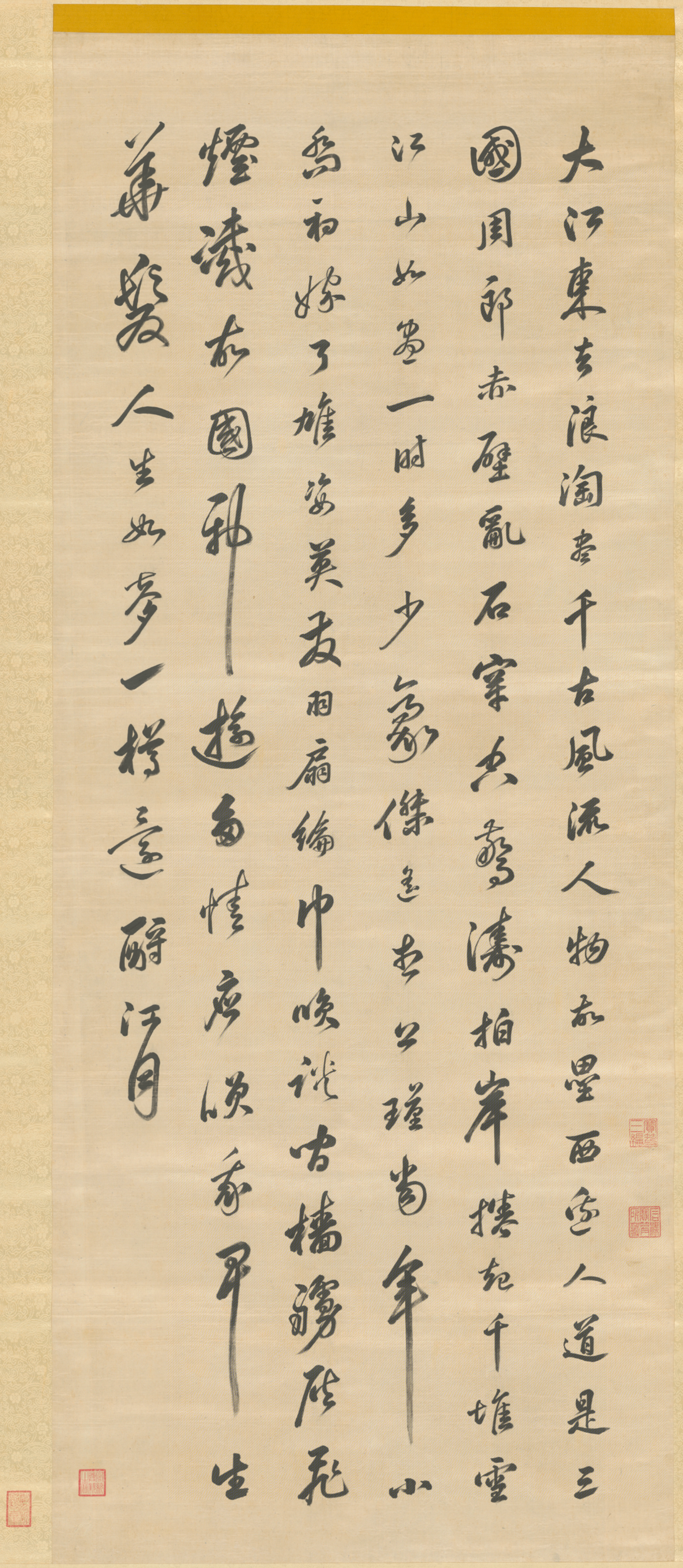
清雍正帝书《念奴娇·赤壁怀古》（北京故宫博物院藏）

《念奴嬌·赤壁懷古》，北宋大文豪苏轼的词作，词牌為念奴娇，写于1082年（元丰五年七月），同时还有著名的《赤壁赋》。

## 原詞
|  | 大江東去，浪淘盡、千古風流人物。 故壘西邊，人道是、三國周郎赤壁。 亂石穿空，驚濤拍岸，卷起千堆雪。 江山如畫，一時多少豪傑。 遙想公瑾當年，小喬初嫁了，雄姿英發。 羽扇綸巾，談笑間、牆櫓灰飛煙滅。 故國神遊，多情應笑我，早生華髮。 人生如夢，一尊還酹 江月。 |

### 斷句另說
另說，根據其他念奴嬌詞律，斷句應為：
遙想公瑾當年，小喬初嫁，了雄姿英發。

羽扇綸巾談笑間、樯橹灰飛煙滅。

故國神游，多情應笑，我早生華髮。

人生如夢，一尊還酹江月。

## 歷史背景
宋神宗趙頊元豐二年（1079年），蘇軾作詩被指諷刺王安石新法，被王安石變法派系羅織罪名， 翌年貶謫到黃州，任職黃州團練副使，此時他已經43歲。1082年七月份，他乘舟到文赤壁（赤鼻磯，位於黃州城西門外的赤壁山最西端前沿）遊玩，於是寫下了著名的《前赤壁賦》和《念奴嬌·赤壁懷古》，十月十五日夜重遊，寫下《後赤壁賦》

## 詩詞賞析
全詞上闋寫景，下闋抒情。上闋描繪了波濤洶湧、浪花怒捲、宏大壯麗的長江形象；下闋追懷三國赤壁之戰，追慕吳國周瑜建功立業、席捲曹軍的形象，對比凸顯自己年邁體衰、有志報國、仕途囹圄。
全詞氣勢磅礴、格調雄渾、詞境宏大，掃蕩北宋詞壇纏綿悱惻、靡靡無骨的婉約詞，擴大了詞的社會題材，開闢了豪放詞的新道路。

## 轶事
歷史學家李敖在《李敖語妙天下》中說道：「《赤壁》中的小喬應該是老喬，因為赤壁之戰發生在建安13年，小喬出嫁是在建安3年，而古代都是早婚，十七八歲女子就出嫁了，那時候小喬已經30開外了。」

## 註腳
1. ↑  大江：長江。
2. ↑  故壘：舊時城堡殘存。
3. ↑  周瑜（175年－210年），字公瑾，人稱「美周郎」，廬江郡舒縣（今安徽省舒城縣）人，東漢末年孫吳傑出將領，赤壁之戰指揮者，精通音樂。
4. ↑  或作小橋：周瑜之妻。
5. ↑  綸：讀音「ㄍㄨㄢ」，guān，音同‘官’，以青絲帶做成的頭巾。[2]。
6. ↑  強敵之意。《宋集珍本叢刊》 等皆作「強虜」，較古。何士信的《增修注妙選草堂餘》作檣櫓：指曹操的軍艦。或曰東坡自寫「檣艣」，不得而知。
7. ↑  白髮
8. ↑  原文中為「尊」，通「樽」，指酒杯。
9. ↑  酹：讀音「ㄌㄟˋ」，lèi，音同‘淚’，以酒灑地而祭奠[3]。